# Ian Ure
Pour les articles homonymes, voir Ure.
John Francombe « Ian » Ure est un footballeur écossais né le 7 décembre 1939 à Ayr.

## Carrière
- 1958-1963 : Dundee FC  Écosse
- 1963-1969 : Arsenal FC  Angleterre
- 1969-1972 : Manchester United  Angleterre
- 1972-1973 : St Mirren  Écosse

## Palmarès
- 11 sélections et 0 but avec l'équipe d'Écosse.